# Agostinho José de Sousa Lima
Agostinho José de Sousa Lima (Cuiabá, 11 de março de 1842 — Petrópolis, 28 de dezembro de 1921) foi um médico e professor brasileiro, patrono da cadeira 3 da Academia Nacional de Medicina.
Sousa Lima doutorou-se em medicina pela Faculdade de Medicina do Rio de Janeiro em 1863. Tornou-se membro titular da Academia Imperial de Medicina em 15 de setembro de 1879, da qual foi presidente entre 1883 e 1889. Presidiu ainda a Academia Nacional de Medicina entre 1896 e 1897 e entre 1900-1901.
Foi professor catedrático de Medicina Legal e Toxicologia na Faculdade de Medicina do Rio de Janeiro e da Faculdade de Direito. Além disso foi diretor de Higiene e da Assistência Pública Municipal em 1894.
Homenageado como nome de rua em Copacabana, Rio de Janeiro - RJ.
22° 58′ 55,74″ S, 43° 11′ 33,24″ O